# زرداختر
زرداَختر (نام علمی: Hypoxis) نام یک سرده از خانواده زرداختران است.